# Nigers regioner
Niger är indelat i sju regioner och ett huvudstadsdistrikt (Niamey). Regionerna är indelade i 36 departement (départements) vilka i sin tur är indelade i 265 kommuner (communes).
| Nr | Regioner  | Huvudstad | Area (km²) | Invånare (2004) | Karta              |
| -- | --------- | --------- | ---------- | --------------- | ------------------ |
| 1. | Agadez    | Agadez    | 634.209    | 344.916         | Nigers departement |
| 2. | Diffa     | Diffa     | 140.216    | 362.216         | Nigers departement |
| 3. | Dosso     | Dosso     | 31.002     | 1.625.174       | Nigers departement |
| 4. | Maradi    | Maradi    | 38.581     | 2.419.513       | Nigers departement |
| 5. | Niamey    | Niamey    | 670        | 741.610         | Nigers departement |
| 6. | Tahoua    | Tahoua    | 106.677    | 2.096.547       | Nigers departement |
| 7. | Tillaberi | Tillaberi | 89.623     | 2.041.876       | Nigers departement |
| 8. | Zinder    | Zinder    | 145.430    | 2.224.880       | Nigers departement |